# فيليب ولمان
فيليب ولمان (بالإنجليزية: Phillip Wellman)‏ هو لاعب كرة قاعدة أمريكي، ولد في 5 ديسمبر 1961 في مارلين في الولايات المتحدة.

## وصلات خارجية
- فيليب ولمان على موقعبيزبول رفرنس.كوم (الدوري الثانوي) (الإنجليزية)